# BBV152
Le BBV152 ou Covaxin est un vaccin à virus inactivé contre la COVID-19 conçu par la société indienne Bharat Biotech (en) en collaboration avec l'Indian Council of Medical Research. 
Le 3 janvier 2021, l'Inde autorise l'usage de ce vaccin pour « usage restreint dans des situations d'urgence ».